# Сасокорваро
Сасокорваро (итал. Sassocorvaro) је насеље у Италији у округу Пезаро и Урбино, региону Марке.
Према процени из 2011. у насељу је живело 954 становника. Насеље се налази на надморској висини од 342 м.

## Становништво
| 1931. | 1936. | 1951. | 1961. | 1971. | 1981. | 1991. | 2001. | 2011. |
| ----- | ----- | ----- | ----- | ----- | ----- | ----- | ----- | ----- |
| 5.152 | 5.324 | 5.424 | 4.116 | 3.354 | 3.462 | 3.495 | 3.457 | 3.456 |